# کیندن‌هایم
کیندنهایم (به آلمانی: Kindenheim) یک شهر در آلمان است که در باد دورکهایم واقع شده‌است. کیندنهایم ۱٬۰۴۹ نفر جمعیت دارد.